# Johana Flanderská (1333)
Johana Flanderská (francouzsky Jeanne de Flandre, † 15. října 1333) byla paní z Coucy a poté abatyše v cisterciáckém klášteře Sauvoir-sous-Laon.
Narodila se před rokem 1280 jako dcera Roberta z Dampierre a jeho druhé choti Jolandy, dcery Oda, hraběte z Nevers a Auxerre. V květnu roku 1288 se stala druhou či třetí manželkou již postaršího Enguerranda z Coucy. Manželství zůstalo bezdětné a poté, co roku 1310 Enguerrand v kmetském věku zemřel, odebrala se Johana do klášterního ústraní. Vybrala si klášter na úpatí hory Laon, kde v říjnu 1333 zemřela jako abatyše.
Její náhrobek, na rozdíl od kláštera zničeného za Velké francouzské revoluce, přežil a je aktuálně umístěný v laonském kostele sv. Martina. Roku 1904 byl zařazen do seznamu jako Monument historique. Zachoval se i půvabný žaltář, kde je zobrazena Johana s manželem v pozici pokorných služebníků božích a štíty jejich rodů.